# セルビア鉄道413/417形電車

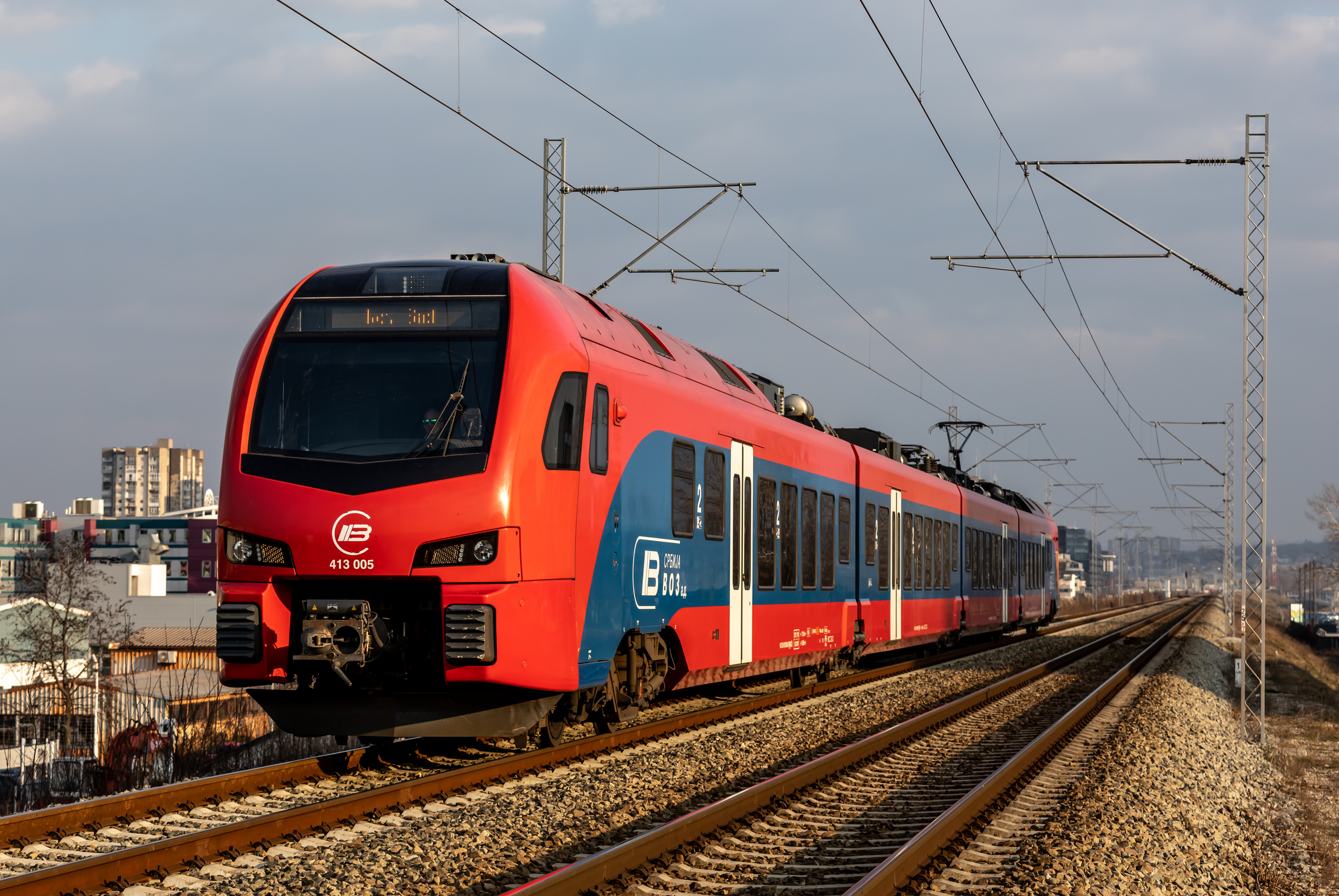
413/417形電車（0番台）（2023年撮影）

セルビア鉄道413/417形電車（セルビアてつどう413/417がたでんしゃ）は、セルビアのセルビア鉄道および分社化後のスルビヤヴォスが所有する電車。スイスのシュタッドラー・レールが展開する「FLIRT」の1車種で先頭車の413形と中間車の417形で構成された編成を組み、2014年および2015年に製造された車両（0番台）と、2023年以降製造が実施されている車両（100番台）が存在する。

## 0番台
2013年、セルビアの鉄道事業者であったセルビア鉄道はスイスのシュタッドラー・レールとの間に18編成の新型電車の導入に関する契約を交わし、更に後年に3編成の追加発注を実施した。これに基づき、同社は鉄道車両ブランド「FLIRT」のうち、当時の最新車種にあたる「FLIRT3」のセルビア鉄道向け車両を開発し、製造を実施した。これが413/417形電車である。
最高速度160 km/hの4車体連接車で、車体はアルミニウムで作られ押出加工によって形成が行われている。運転台側に設置されている動力台車には主電動機（三相誘導電動機）が2基搭載されており、付随台車と共に空気ばねを備える事で乗り心地の向上が図られている。また、営業運転時には総括制御も可能で、最大3編成の連結運転を想定している。
車内レイアウトは比較的短距離の通勤・近郊輸送に適した構造で、全体の75 %の床上高さを600 mmに抑える事で車椅子や自転車利用客でも乗降が容易となっている。また、車内にはバリアフリー対応トイレや車椅子用、自転車用のフリースペースが設置されている。前後車体の運転台側は仕切りで区切られた1等室になっており、各座席には電動リクライニング機構付きの座席や充電用の電源プラグといった2等座席よりも向上した設備が存在する。空調については運転室、客室共に冷暖房双方に適合した装置が設けられている。

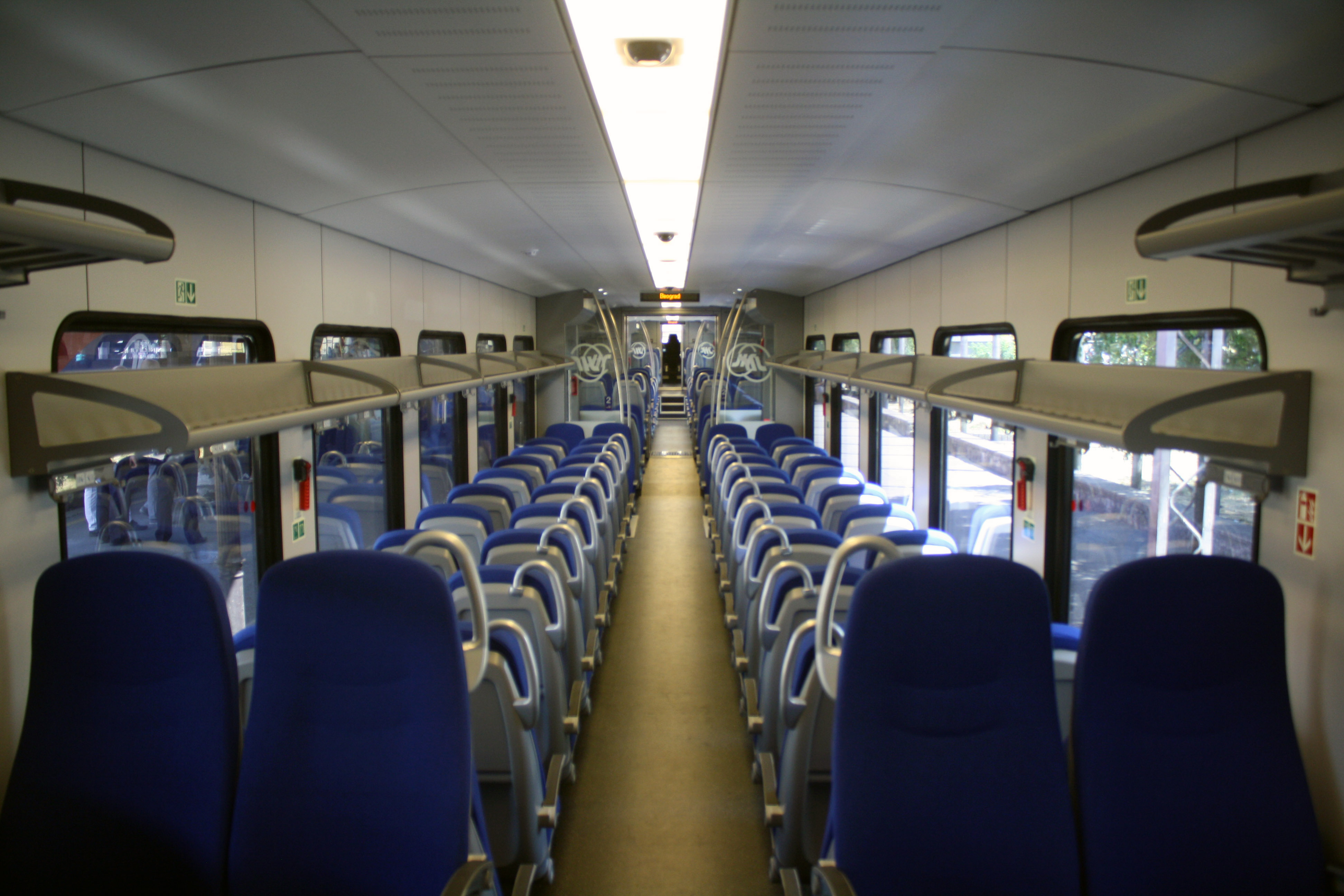
車内（2等座席）
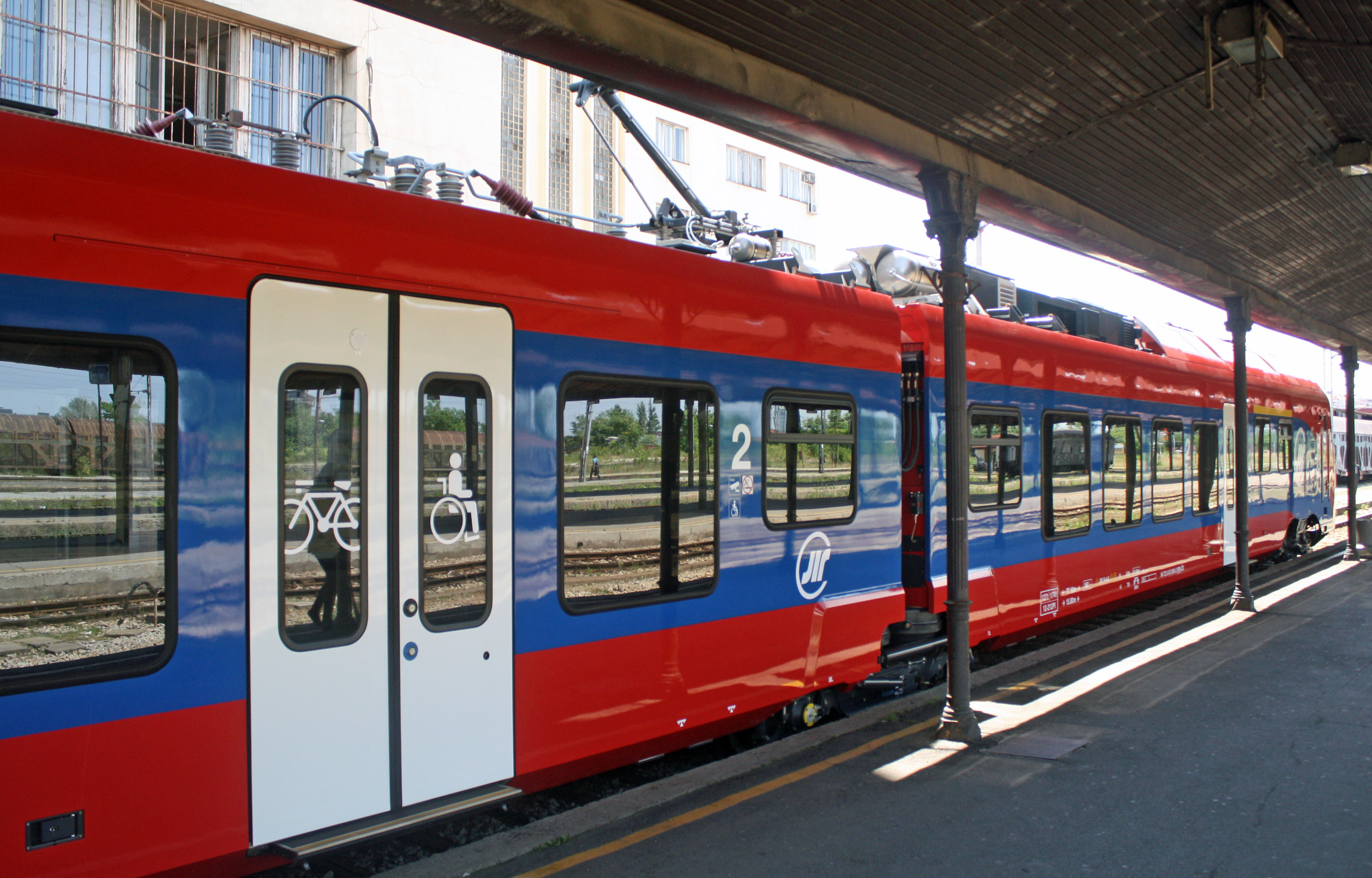
乗降扉

2014年から製造が開始され、試運転を経て2015年6月から首都・ベオグラードの近郊路線で営業運転を開始した。また営業運転開始前の2014年には国際交通見本市であるイノトランスでの展示が実施されている。

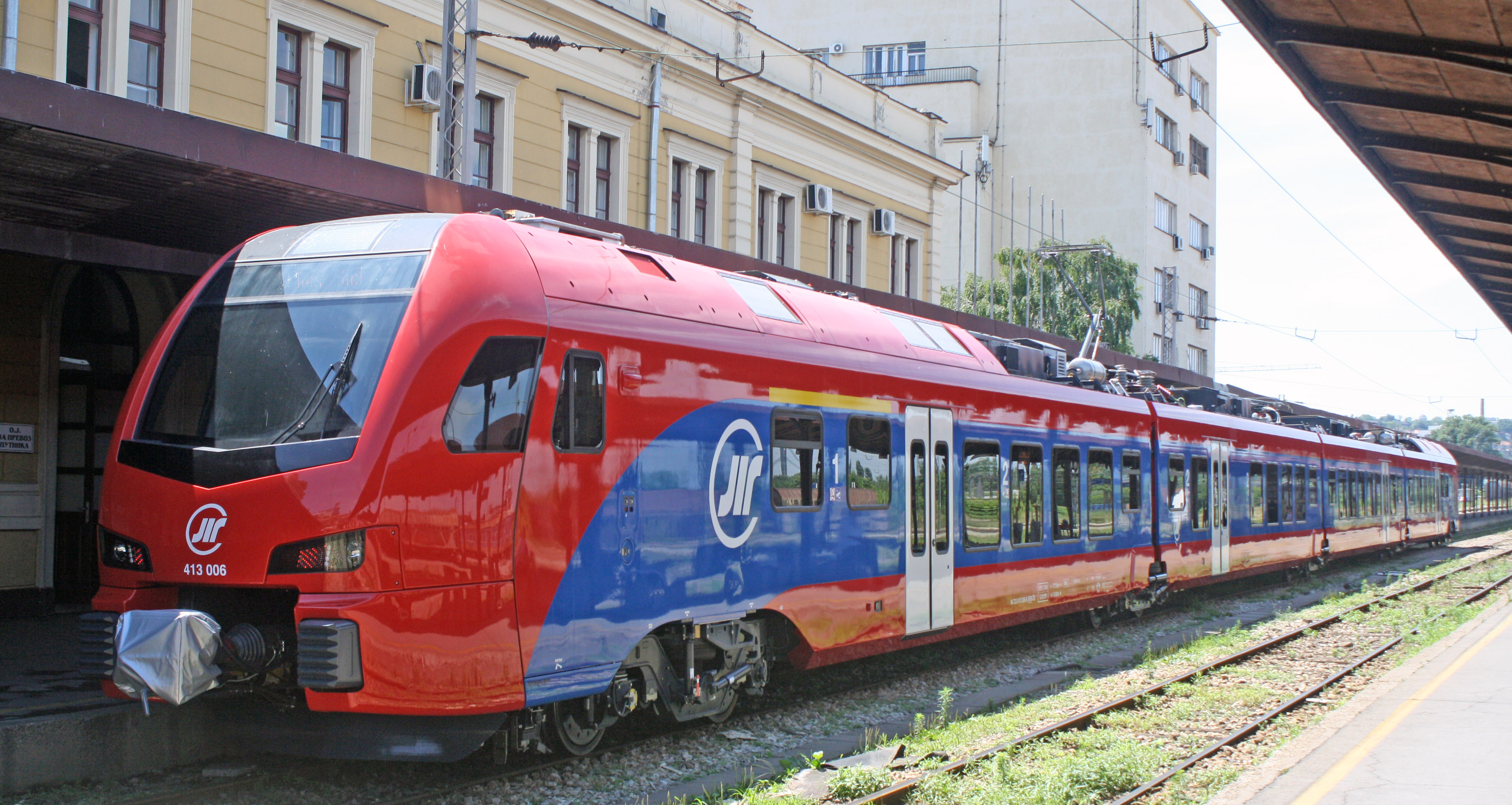
413/417形（2015年撮影）
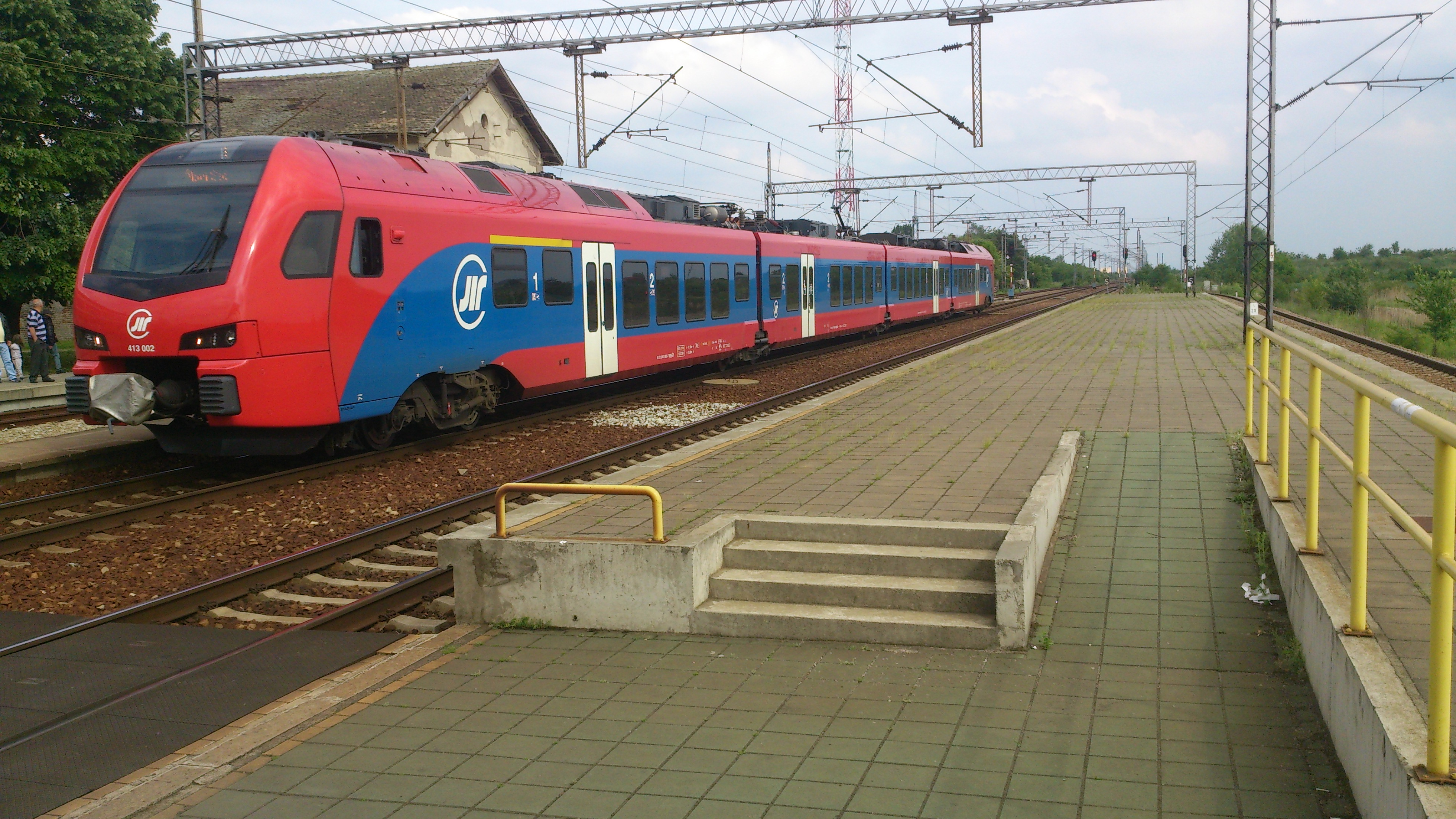
413/417形（2017年撮影）
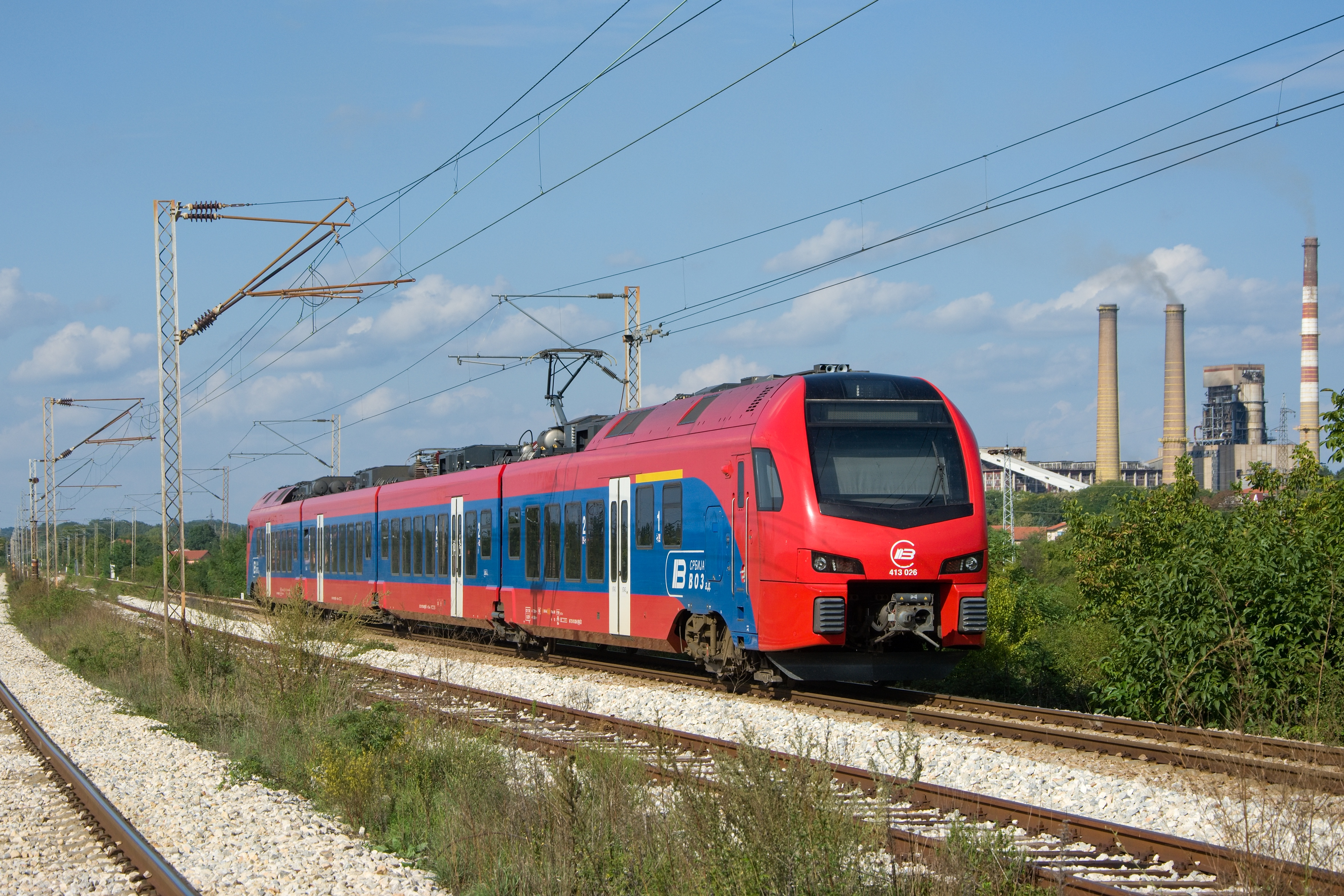
413/417形（2022年撮影）
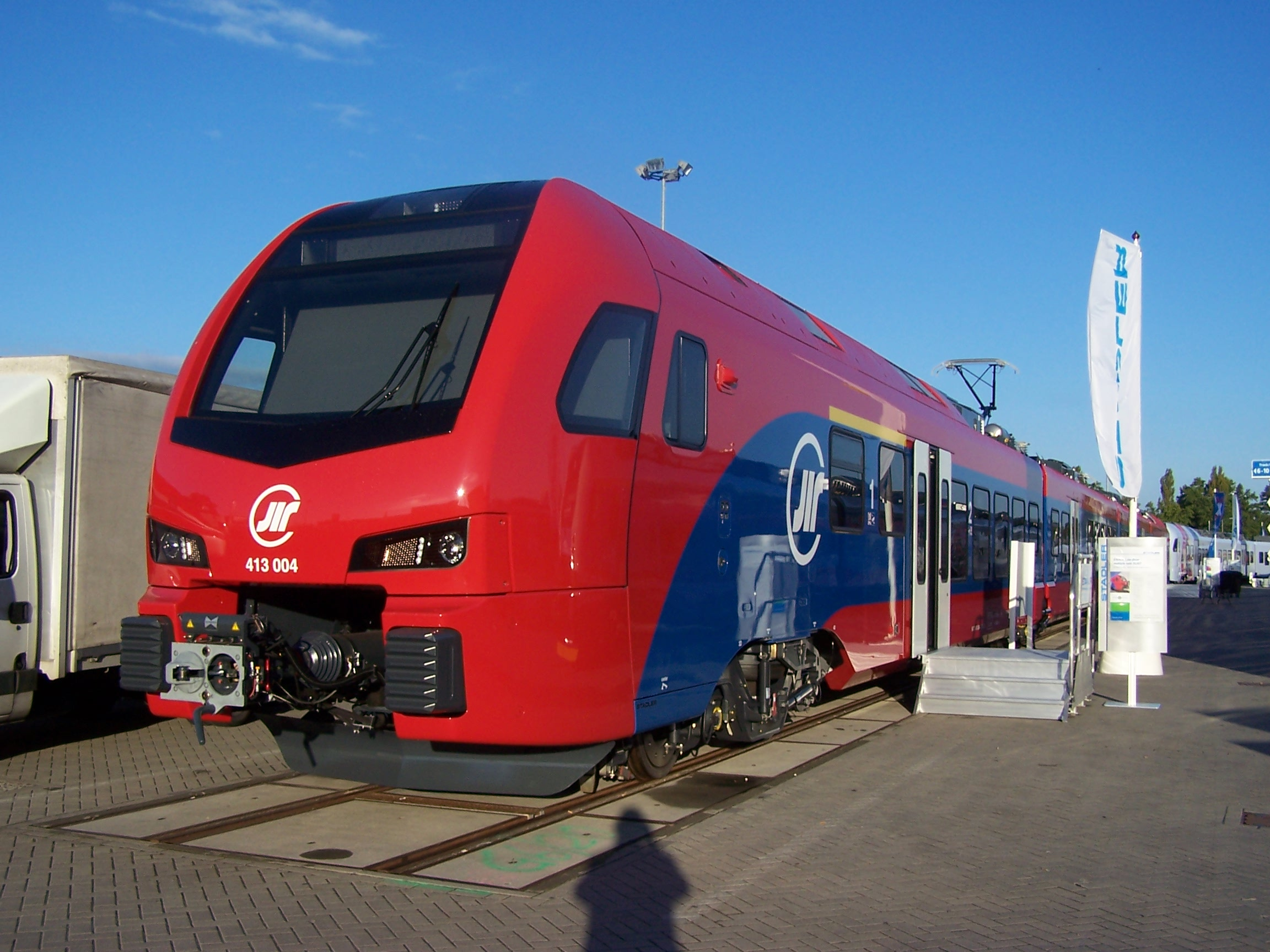
イノトランスに展示された車両（2014年撮影）

## 100番台
セルビア鉄道から分社化した旅客鉄道事業者のスルビヤヴォス（Србијавоз）は、2021年にシュタッドラー・レールとの間に18編成（4車体連接車18本）の「FLIRT」の導入契約を交わした。これらの車両は先に導入された編成（0番台）と同様に電化区間の通勤・近郊列車用に設計されているが、編成長が約3,600 mm長くなり、座席数や車内のトイレの数が増加している。また、車内には飲食物を提供する自動販売機も設置される。
セルビア各地の地域輸送への運用が予定されており、2023年から2025年にかけて導入され、2024年から営業運転が行われる事になっている。